# Paratraginops ruwenzoricus
Paratraginops ruwenzoricus är en tvåvingeart som beskrevs av Timothy M. Cogan 1975. Paratraginops ruwenzoricus ingår i släktet Paratraginops och familjen tickflugor.
Artens utbredningsområde är Uganda. Inga underarter finns listade i Catalogue of Life.